# Pyram i Tysbe

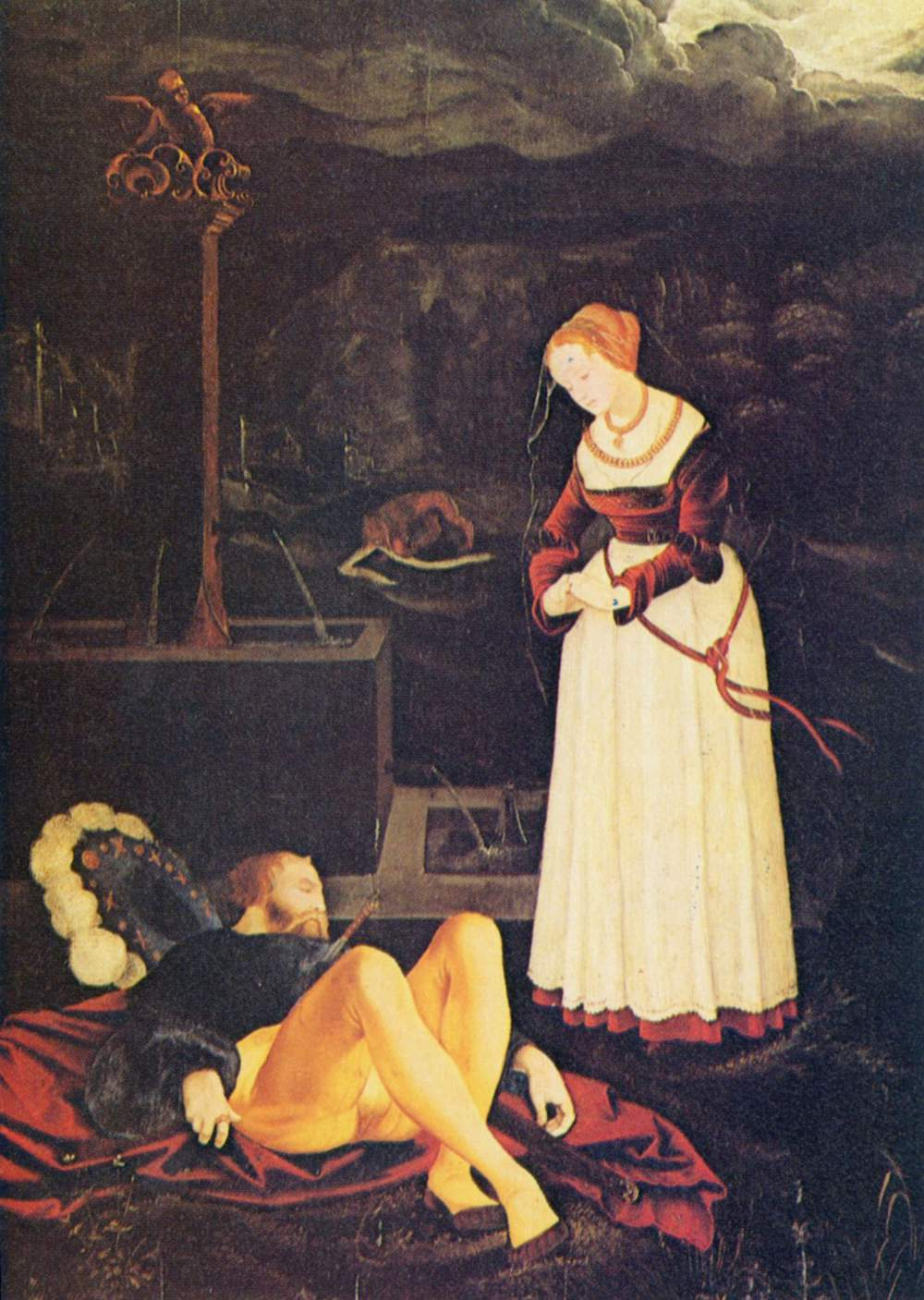
Hans Baldung Grien, Pyram i Tysbe, ok. 1530-1531

Pyram i Tysbe (Pyramos i Thisbe) - według Przemian Owidiusza dwoje kochanków, pochodzących ze zwaśnionych rodów z Babilonii. Widywali się zwykle przy szczelinie w murze, dzielącym posesje ich rodziców. W wyniku nieporozumienia oboje odbierają sobie życie.
Po wielu miesiącach potajemnych spotkań dwójka zakochanych postanowiła uciec, umawiając się przy grobowcu króla Ninosa. Tysbe, która przyszła pierwsza, widząc nadchodzącego lwa, uciekła aby schronić się w jaskini. Upuściła przy tym szal, który został pobrudzony krwią kapiącą z pyska zwierzęcia. Pyram, sądząc, że Tysbe zginęła, popełnił samobójstwo. Gdy Tysbe odkryła jego ciało, również postanowiła odebrać sobie życie.
Historia ich miłości znalazła szerokie odbicie w literaturze europejskiej (np. Romeo i Julia W. Szekspira), w sztuce antycznej (malowidła z Pompejów), średniowiecznej (miniatury, francuskie rzeźby z kości słoniowej) i nowożytnej (Lucas Cranach starszy, Jacopo Tintoretto, Nicolas Poussin). W muzyce scenicznej ich historia przywołana została w intermezzo operowym Johanna Alfreda Hassego Piramo e Tisbe, a wersja komiczna w operze Johna Fredericka Lampe Pyramus and Thisbe.